# Franciszek Pieniążkiewicz
Franciszek Ksawery Pieniążkiewicz – polski urzędnik samorządowy.

## Życiorys
W okresie zaboru austriackiego w ramach autonomii galicyjskiej w C. K. Armii został mianowany kadetem w rezerwie piechoty z dniem 1 stycznia 1901. Od tego czasu był przydzielony do 77 pułku piechoty (Przemyśl/Sambor), od około 1904 jako zastępca oficera. Został awansowany na stopień podporucznika rezerwy piechoty z dniem 1 stycznia 1906. W tym stopniu pozostawał z przydziałem do 77 pułku do około 1908.
Wstąpił do c. k. służby państwowej i od około 1904 był praktykantem konceptowym w C. K. Namiestnictwie we Lwowie, skąd od około 1905 w tym samym charakterze pracował w urzędzie starostwa c. k. powiatu przemyślańskiego, po czym od około 1908 był tam koncypistą Namiestnictwa. Od około 1910 był koncypistą Namiestnictwa w urzędzie starostwa c. k. powiatu sanockiego, a od około 1911 był tam komisarzem powiatowym. W przeciągu 1912 był zastępcą starosty. Równolegle, około 1912/1913 był komisarzem rządowym w Powiatowej Kasie Oszczędności miasta Sanoka. W styczniu 1914 ogłoszono jego przeniesienie z Sanoka do Stanisławowa, gdzie sprawował stanowisko komisarza powiatowego w urzędzie starostwa c. k. powiatu stanisławowskiego i pełnił je także po wybuchu I wojny światowej. Pod koniec września 1915 poinformowano, że był w grupie 75 osobistości miejskich, wywiezionych ze Stanisławowa przez Rosjan.
Po odzyskaniu przez Polskę niepodległości został urzędnikiem samorządowym II Rzeczypospolitej. W randze komisarza rządowego pełnił funkcję starosty powiatu kamioneckiego, a pod koniec 1925 został mianowany starostą tegoż i sprawował stanowisko w kolejnych latach. Z tego stanowiska we wrześniu 1929 został mianowany radcą wojewódzkim w Urzędzie Wojewódzkim w Tarnopolu. Jako pozostający w stanie nieczynnym radca wojewódzki tegoż urzędu 26 listopada 1929 został przeniesiony w stan spoczynku. Pełniąc posadę sekretarza Wydziału Rady Powiatowej w Trembowli przed wyborami parlamentarnymi w 1935 został wybrany zastępcą członka Okręgowej Komisji Wyborczej w okręgu wyborczym nr 64 (Buczacz). W tym samym okręgu przed wyborami parlamentarnymi w 1938 został mianowany okręgowym komisarzem wyborczym.

## Odznaczenia
- Złoty Krzyż Zasługi (13 czerwca 1929, za zasługi na polu organizacji obrony Państwa)[34]
- Krzyż Jubileuszowy dla Cywilnych Funkcjonariuszów Państwowych – Austro-Węgry (przed 1912)[18]